# 오퍼레이션 C
《오퍼레이션 C》는 코나미가 제작한 1991년 런 앤 건 비디오 게임이다. 《콘트라》 시리즈의 세 번째 작품이자 첫 번째 휴대용 게임으로, 게임보이 플랫폼으로 출시됐다. 일본판 제목은 《콘트라》이다.
전체적인 게임플레이는 전작 《콘트라》와 《슈퍼 콘트라》의 패밀리 컴퓨터판에 기반했다. 횡스크롤 방식으로 진행하는 스테이지들과 위에서 내려다보는 시점으로 진행하는 스테이지들로 나뉜 것이 특징이다.
이후 일본에서 1997년 출시된 게임보이용 합본 《코나미 GB 컬렉션 Vol. 1》에 슈퍼 게임보이 호환기능과 함께 수록됐으며, 2000년 발매된 유럽판은 게임보이 컬러 대응으로 출시됐다.

## 반응
〈닌텐도 라이프〉는 평점 8/10을 주면서 《슈퍼 콘트라》 패미컴판에서 빌린 요소가 많음에도 전체적인 게임플레이가 양호하다고 호평했다.

## 참조

### 내용주
1. ↑  영어: Operation C
2. ↑  일본어: コントラ, 영어: Contra